# SICRAL (satélite)
SICRAL é um sistema italiano de telecomunicações via satélite militar que fornece comunicações estratégicas em caso de guerra ou catástrofe. O nome é o acrônimo de Sistema Italiano per Comunicazioni Riservate ed Allarme.

## Satélites
| Satélite  | Fabricante          | Data do lançamento     | Veículo de lançamento | Estado             | Nota                              |
| --------- | ------------------- | ---------------------- | --------------------- | ------------------ | --------------------------------- |
| SICRAL 1  | Alenia Spazio       | 7 de fevereiro de 2001 | Ariane 44L            | Ativo              | [ 1 ]                             |
| SICRAL 1B | Thales Alenia Space | 20 de abril de 2009    | Zenit-3SL             | Ativo              | [ 1 ]                             |
| SICRAL 2  | Thales Alenia Space | 26 de abril de 2015    | Ariane 5 ECA          | Ativo              | Também conhecido por Syracuse 3C. |
| SICRAL 3A | Thales Alenia Space |                        |                       | Em desenvolvimento | [ 3 ]                             |
| SICRAL 3B | Thales Alenia Space |                        |                       | Em desenvolvimento | [ 4 ]                             |